# Біле розп'яття
«Біле розп'яття» — картина білоруського і французького художника  Марка Шагала, написана у 1938 році через два тижні після трагічної Кришталевої ночі — великого погрому, влаштованого на території Німеччини і Австрії нацистськими бригадами та пересічними громадянами-неєвреями. Полотно нині експонується в Художньому інституті Чикаго, якому його подарував відомий чиказький архітектор Альфред Альшулер.

## Історія
Картина написана під впливом вражень від переслідування євреїв у Центральній та Східній Європі. Вона показує алегорію на події з використанням символів і малюнків. Шагал створив цілу низку робіт, на яких зображено розп'яття. Образ розп'ятого Ісуса для Шагала є новим символом — символом єврейства, що переживає смертні муки. Розп'яття в картинах Шагала — це відповідь на дії нацистів, від яких він і сам постраждав у 1933 році, коли були знищені майже всі його картини. Картина «Біле розп'яття», як і інша картина його відомого сучасника Пабло Пікассо «Герніка», стала передчуттям Голокосту.

## Опис
Картина «Біле розп'яття» підкреслює страждання Ісуса і євреїв. По боках відбуваються різні насильницькі дії — спалювання синагог, будинків і захоплення євреїв. У центрі показано розп'яття Ісуса, вбраного у таліт (замість тернового вінця), як символ того, що він єврей. Фігура розп'ятого Ісуса, що зображена на тлі кольору слонової кістки, простягається над світом, що зазнає руйнувань. Біля його ніг горить семисвічний світильник. У верхній частині картини показано старозавітних персонажів, які плачуть, побачивши, що відбувається внизу. На передньому плані показано зелену фігуру з мішком за плечима. Ця фігура, яка з'являється в декількох роботах Шагала, інтерпретується як будь єврейський мандрівник чи пророк Ілля. У середині композиції показано човен, який асоціюється з надією на порятунок від нацистів.
У верхній правій частині картини показано прапор Литви. Литва в цей час була ще незалежною державою. Крім того, у верхній лівій частині картини є червоні прапори комунізму. Переслідування євреїв було не тільки нацистським феноменом. Прапори на картині дають натяк на антисемітизм в цих країнах. Сумна єврейська серйозність тут змикається з простодушною серйозністю французького примітивізму.
До картини було внесено дві зміни: свастика на пов'язці воїна, який спалює синагогу, зафарбована, а також слова «Ich bin Jude» (укр. Я єврей) на плакаті на шиї людини.
Папа римський Франциск, відомий своєю прихильністю до єврейського народу, вважає цю картину своєю улюбленою.